# Origen llunyà
"Origen llunyà" (títol original en anglès "Distant Origin") és el 23è episodi de la tercera temporada i el 65è del total de la sèrie de televisió de ciència-ficció estatunidenca Star Trek: Voyager. Va ser dirigit per David Livingston amb un guió de Brannon Braga i Joe Menosky. Fou emès a la televisió el 30 de d’abril de 1997 a la cadena UPN.
Ambientada al segle XXIV, la sèrie segueix les aventures de la tripulació de la Flota Estel·lar i els Maquis de la nau estel·lar USS Voyager després de quedar encallats al Quadrant Delta a desenes de milers d’anys llum de distància de la resta de la Federació. En aquest episodi la Voyager es troba amb una raça alienígena, però entra en conflicte amb els seus principis. Els Voth són llangardaixos humanoides, i la trama gira al voltant d'un científic en particular que s'ha interessat a estudiar els orígens dels Voth.

## Argument
Al planeta on la tripulació de la Voyager havia estat anteriorment abandonada, el professor Gegen i el seu ajudant Veer, dos paleontòlegs d'una espècie de sauri espacial coneguda com els Voth, descobreixen les restes esquelètiques d'un humà, probablement el tinent Hogan. Estan fascinats per la similitud del seu genoma amb la seva pròpia espècie, i Gegen suggereix que això recolza la controvertida teoria de l'Origen Llunyà, que els Voth s'havien originat en un planeta molt llunyà en lloc de l'àrea actual de l'espai des d'on governen el seu imperi. Altres científics Voth han buscat proves d'aquesta teoria, però la teoria herètica sovint els ha portat a l'exili.
Per confirmar la seva prova, Gegen i Veer rastregen l'origen de l'esquelet, i s'assabenten de la presència de la Voyager al quadrant Delta. Localitzen la nau i el transporten a bord mentre estan camuflats, observant la tripulació majoritàriament humana a l'escenari. Els sensors de la Voyager detecten la seva presència i la tripulació revela els dos Voth. Veer respon instintivament deixant anar una agulla amb punta sedant que colpeja Chakotay; Gegen agafa l'humà i el transporta a bord de la seva nau, fugint de la Voyager. El Doctor examina Veer i identifica l'estructura genètica similar; ell i la capitana Janeway utilitzen simulacions per determinar que els Voths descendeixen d'una espècie de dinosaure coneguda com els hadrosàurids, del gènere Parasaurolophus.
Gegen desperta Chakotay i explica la situació, demanant a Chakotay que l'acompanyi quan presenta les seves proves als ancians Voth; mentrestant, la Voyager és capturada pels Voth. Gegen diu: "La veritat és una qüestió de perspectiva. Com més lluny t'allunyes de la veritat, més vulnerable es torna a la propaganda i els prejudicis".
Gegen és jutjat per heretgia, i aviat queda clar que ha estat prejutjat culpable i que el "judici" només és una oportunitat perquè es retracti i redueixi el seu càstig. Veer, recuperat de la "Voyager", és coaccionat per la Ministra Odala per actuar com a testimoni contra Gegen. Chakotay intenta argumentar a favor de Gegen, assenyalant que la teoria dels orígens dels Voth ha canviat molt per adaptar-se al que els Voth volen creure i no a la realitat. Odala ho rebutja i condemna Gegen a una colònia penitenciaria a menys que es retracti. Quan ell encara es nega, ella ordena que es destrueixi la "Voyager" i que tota la seva tripulació, l'evidència de la seva teoria, també s'enviï a la colònia penitenciaria. Gegen, que no vol veure'ls destruïts, s'adona que no té més remei que retractar-se.
Odala assigna a Gegen una nova feina i ordena a la "Voyager" que abandoni l'espai dels Voth per sempre. Abans de marxar, Chakotay li dóna a Gegen un globus de la Terra, que Gegen reconeix que algun dia els Voth acceptaran com el seu món natal.

## Actors convidats
- Henry Woronicz - Prof. Forra Gegen
- Christopher Liam Moore - Tova Veer
- Concetta Tomei - Ministre Odala
- Marshall R. Teague - Haluk
- Nina Minton - Frola Gegen

## Producció
L'escriptor Brannon Braga va veure "Origen llunyà" com una metàfora de la relació entre Galileo Galilei i l'Església Catòlica. El va descriure com "l'episodi perfecte" perquè incloïa no sols aquesta metàfora, sinó també una premissa de ciència-ficció "què passaria si" i una estructura única, ja que l'episodi segueix els Voth mentre investiguen els humans.
Els Voth van tornar a Star Trek Online com a part de l'expansió "Vuitena temporada". L'equip de desenvolupament havia esperat introduir l'espècie, però aquesta idea es va descartar. Com a part del seu redisseny, van passar de ser purament científics, com es veu a l'episodi, a soldats científicament avançats. Es van crear diverses variants del Voth que no s'havien vist a "Origen llunyà", com ara les de l'armadura mecanitzada, així com els raptors, un tipus d'enemic molt més similar als dinosaures típics.

## Efectes especials
Aquest episodi presenta la nau espacial fictícia de "Star Trek", la Nau de la Ciutat Voth, que el 2015 va ser considerada una de les naus espacials fictícies més grans que apareixien a la televisió i les pel·lícules de ciència-ficció fins aleshores. A més de 9 km (6 milles) de llargada, la nau Voth és força gran per a Star Trek, i una mica més gran que la nau espacial Varro Generational que també va aparèixer a Star Trek: Voyager, a "The Disease". La nau espacial més gran en aquell moment va ser qualificada com la nau nodrissa alienígena a la pel·lícula Independence Day (1996), i la nau de Star Trek més gran fins aleshores era la V'Ger que va aparèixer a Star Trek: La pel·lícula (1979).

## Recepció
Michael Piller, que havia deixat l'equip de producció de Voyager al començament de la tercera temporada per treballar a Star Trek: Insurrection, va descriure "Origen llunyà" com el millor episodi de la sèrie fins ara. TrekNews.net va classificar aquest com el quart millor episodi de Star Trek: Voyager el 2016.
Quan la revista Dreamwatch va revisar l'episodi per a la versió VHS, el va qualificar amb un set sobre deu, qualificant-lo de "benvinguda alenada d'aire fresc", però va considerar que els personatges alienígenes es van interpretar inicialment més per valor còmic del que haurien d'haver estat. Va afegir que, atès que la indústria de l'entreteniment estava involucrada en el Maccarthisme dels anys cinquanta, "qualsevol cosa que suggereixi que s'hauria d'apreciar la llibertat intel·lectual és bona".
Pel que fa a la ciència-ficció construcció de mons, la nau de la ciutat Voth va destacar per la seva mida i poder sobre la Voyager en aquest episodi.
El 2020, io9 va llistar aquest episodi com un dels episodis "imprescindibles" de temporada 3.

## Mitjans domèstics
Aquest episodi es va publicar en DVD el 6 de juliol, 2004 com a part de Star Trek Voyager: Complete Third Season, amb àudio Dolby 5.1 surround. El DVD de la temporada 3 es va publicar al Regne Unit el 6 de setembre de 2004.
El 2017, la sèrie de televisió completa Star Trek: Voyager es va publicar en una caixa recopilatòria de DVD, que la va incloure com a part dels discs de la temporada 3.